# Al-Karak
Al-Karak écrit aussi Karak ou Kerak est une ville de Jordanie située à quelques kilomètres à l'est de la Mer Morte et sur le territoire de laquelle a été édifié un célèbre château fort croisé au XIIe siècle, le kerak de Moab. Il s'agit de la capitale du gouvernorat de Karak.

## Géographie
La ville Al-Karak, comprise lors des croisades au sein du royaume de Jérusalem, se situe dans le sud d'Amman sur l'ancienne route du Roi. La ville est construite sur le plateau triangulaire de Moab, à environ 1 000 mètres d'altitude avec l'ancienne place forte des Croisés dans sa pointe sud.
Du plateau, Al-Karak jouit d'une vue dégagée sur la mer Morte.
Autour du château fort s'est édifiée une ville d'environ 20 000 habitants dans laquelle se trouvent aujourd'hui de nombreux bâtiments du XIXe siècle ottoman restaurés.

## Histoire
Le site d'Al-Karak est habité depuis l'âge du fer, et devient une ville importante à l'époque des Moabites qui appellent l'endroit Qir of Moab. Dans la Bible il est appelé Qer Harreseth et semble avoir été soumis à l'empire assyrien. Le lieu tombe sous la coupe des Nabatéens, puis l'empire romain le conquiert en 105.
Au cours de la période hellénistique tardive, Al-Karak devient une ville importante dénommée Kharkha.
Sous l'Empire byzantin, la ville devient un archevêché avec sa très vénérée « église de Nazareth » et reste à dominante chrétienne sous le joug arabe.
Le château est construit entre 1142 et 1160 environ. À l'origine, un fossé de 30 mètres de profondeur sépare le château de la ville. En 1177, Renaud de Châtillon, marié à Étiennette de Milly, devient le seigneur d'Al-Karak. En 1188, après deux premières attaques échouées dans le courant de la décennie, les Musulmans s'emparent d'Al-Karak, ce qui signe le début de la dynastie ayyoubide. Le château héberge une garnison et devient un lieu de stockage. En 1218-1219, lorsque les croisés s'emparent du port égyptien de Damiette, les Ayyoubides refusent catégoriquement de leur céder Al-Karak. Lors du règne d'An-Nasir Dâ'ûd qui démarre en 1229, Al-Karak devient presque autonome. En 1263, Baybars prend le contrôle d'Al-Karak.
Les Ghassanides (Al-Ghassasneh) sont considérés comme étant la première tribu à habiter la ville de Karak. La tribu, nombreuse, se compose de plusieurs familles : Suheimat, Dmour, Mbaydeen, Adaileh, Soub, Karakiyeen.
Le 18 décembre 2016, Al-Karak subit l'attaque d'un commando djihadiste. Sept policiers et deux civils jordaniens perdent la vie, ainsi qu'une touriste canadienne. Les terroristes après l'incendie d'une maison se retranchent dans la forteresse croisée du XIIe siècle avant d'être abattus par les forces de sécurité du royaume hachémite.

## Cuisine
Al Karak est connue pour être la capitale du plat national jordanien, le mansaf.   

## Jumelage
Le 9 novembre 2005, Karak s'est jumelée à Birmingham aux États-Unis. Le jumelage a été cosigné à Birmingham par les deux maires respectifs, Mohammed Ma'aita et Bernard Kincaid.